# Bell 204/205
Bell 204 y 205 son las designaciones de empresa para uso civil de los helicóptero militares UH-1 Iroquois monomotor. Estos modelos son usados en una gran variedad de aplicaciones, incluyendo aplicaciones aéreas, levantamiento de carga, y uno de sus usos más comunes, extinción de incendios.

## Desarrollo
En 1955, el Ejército estadounidense organizó un concurso de diseños para estimular la creación de un nuevo helicóptero capaz de servir para misiones de evacuación de bajas en combate, entrenamiento instrumental y uso general. En junio de 1955, el Ejército estadounidense seleccionó la propuesta de la Bell Helicopter, conocida por la empresa como Bell Model 204. Inicialmente el Ejército denominó H-40 al nuevo helicóptero, pero al entrar en servicio cambió dicha designación por HU-1, y le otorgó el nombre de Iroquois. Fue el primero de los "Huey", mote originado en las siglas HU-1 que en 1962, al adoptarse el nuevo esquema de racionalización de los tres servicios, pasaron a ser UH-1.
El pedido inicial del Ejército estadounidense se concretó en tres prototipos destinados a evaluación, designados XH-40. El primer prototipo realizó su vuelo inicial el 22 de octubre de 1956, y los tres construidos fueron utilizados por Bell en pruebas y para desarrollos. Poco antes de efectuar el primer vuelo, se pasó un pedido por seis ejemplares de la versión de preproducción YH-40, que fueron suministrados en agosto de 1958. Uno de ellos quedó en poder de la Bell, pero los cinco restantes fueron entregados, uno a la base de Eglin, otro a Edwards y tres a Fort Rucker, siempre con fines de pruebas. Iniciada a su debido tiempo la producción en serie, el 30 de junio de 1959 se entregaron nueve ejemplares de la preproducción definitiva, designados HU-1A, seguidos por otros 74 ejemplares de producción, 14 de los cuales fueron enviados a la Escuela de Aviación del Ejército en San Diego. Estos últimos aparatos llevaban doble mando y se utilizaron para entrenamiento de vuelo instrumental. El mayor empleo de estos aparatos en ultramar se hizo en Corea, con la 55.ª Compañía Aérea; los HU-1A fueron de los primeros helicópteros del Ejército estadounidense que sirvieron en Vietnam.
El Model 204 revelaba su origen Bell por la barra estabilizadora situada encima y en ángulo recto con las dos palas del rotor principal, así como por los pequeños estabilizadores adosados a la sección posterior del fuselaje. El tren de aterrizaje de tipo patín resultaba ideal para el servicio operativo. La cabina ofrecía acomodo a dos tripulantes y seis pasajeros o dos camillas. La planta motriz consistía en un turboeje Avco Lycoming T53-L-1A de 700 hp, lo que convirtió al Model 204 en el primer aparato accionado por turbina, tanto de ala rotatoria como fija, pedido por el Ejército estadounidense.

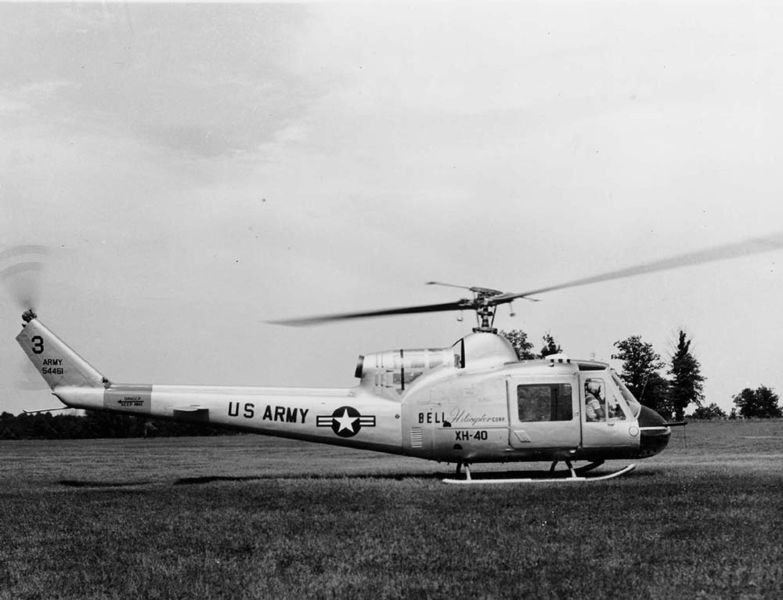
El Bell XH-40, prototipo del UH-1 y del Bell 204.

## Variantes

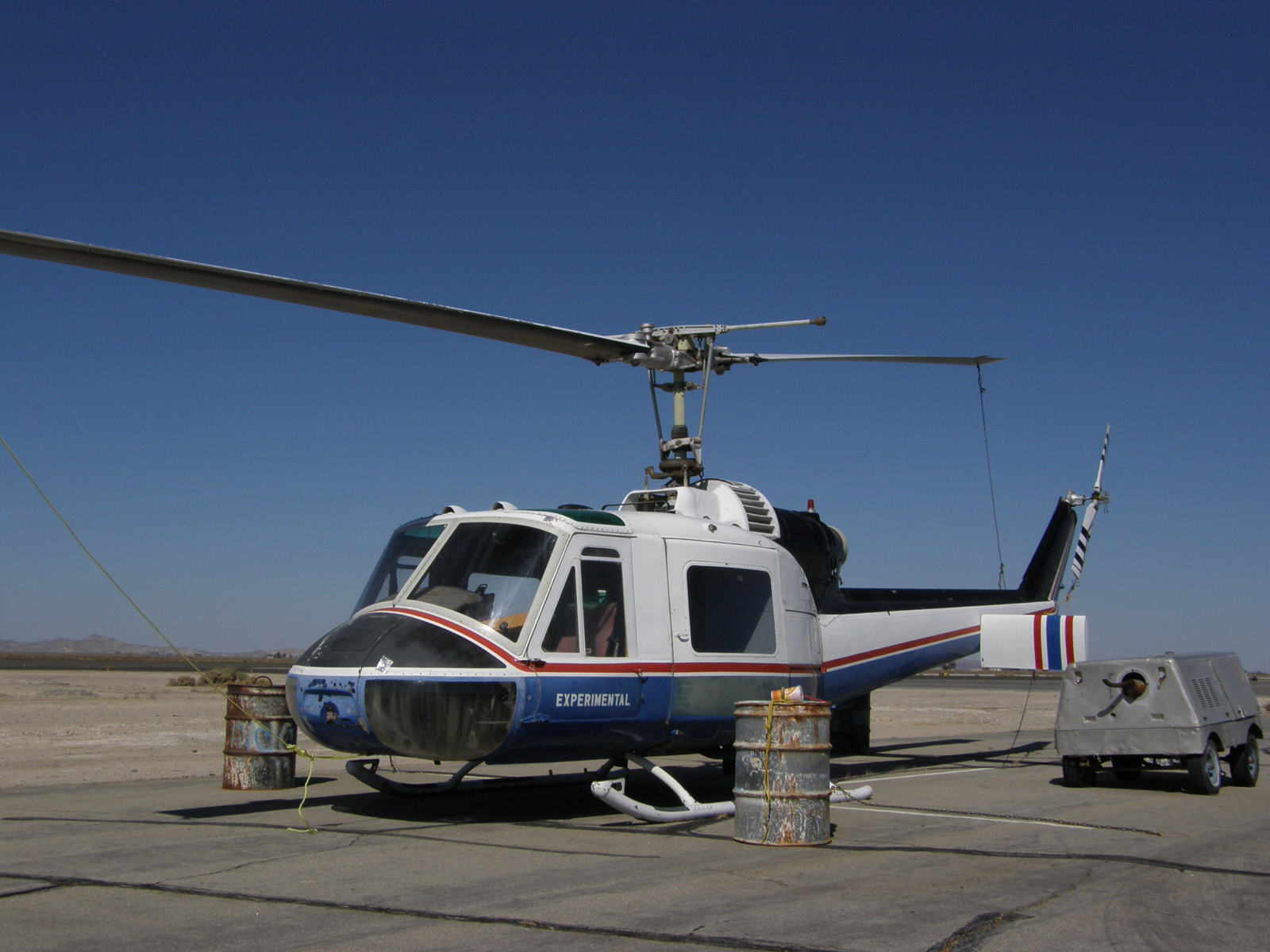
Bell 204 propiedad de Antelope Valley College, anteriormente operado por Boeing.

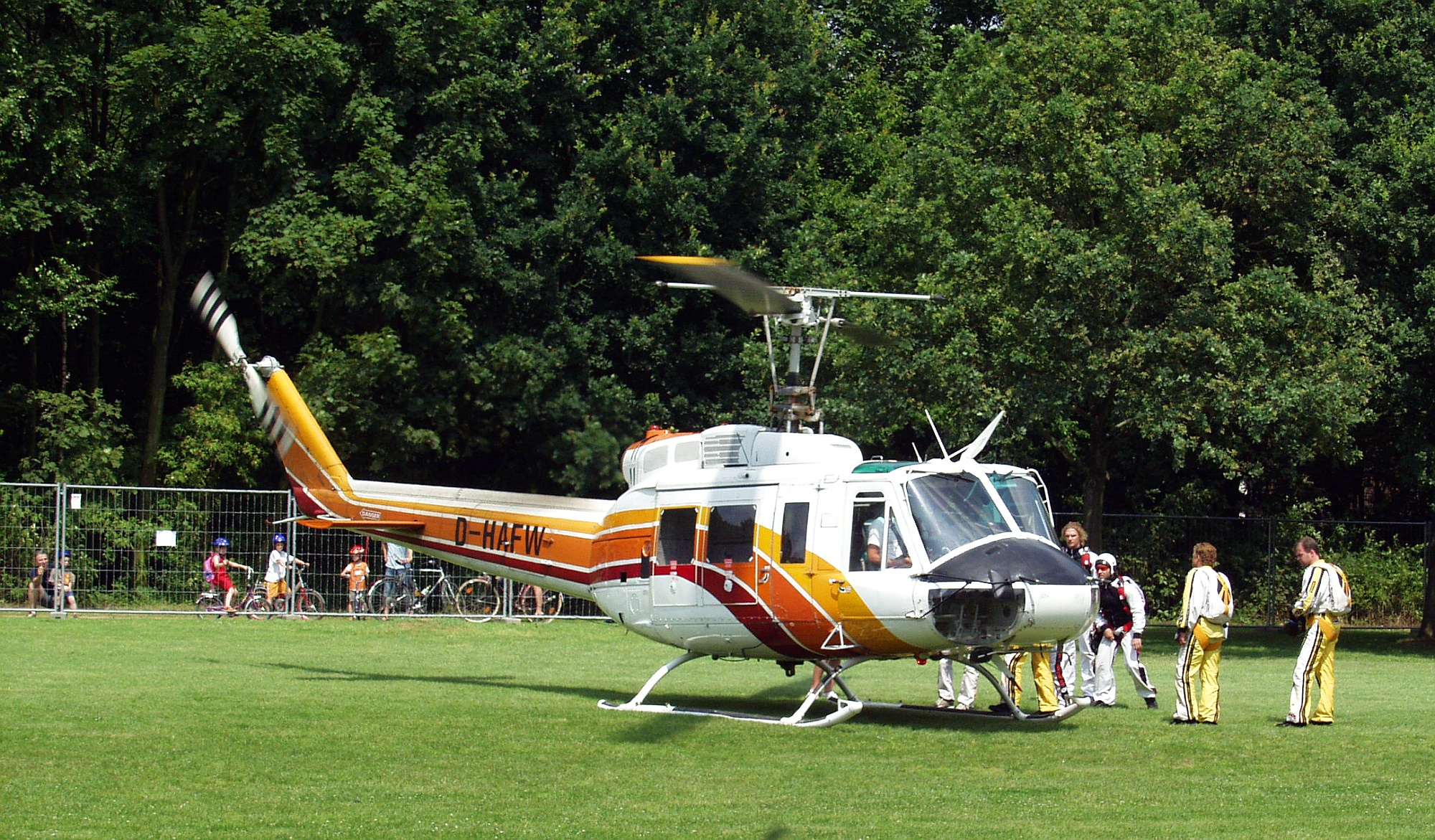
Un Bell 205A-1, usado para el lanzamiento de paracaidistas durante los World Games 2005, Duisburg, Alemania, en las competiciones de paracaidismo.

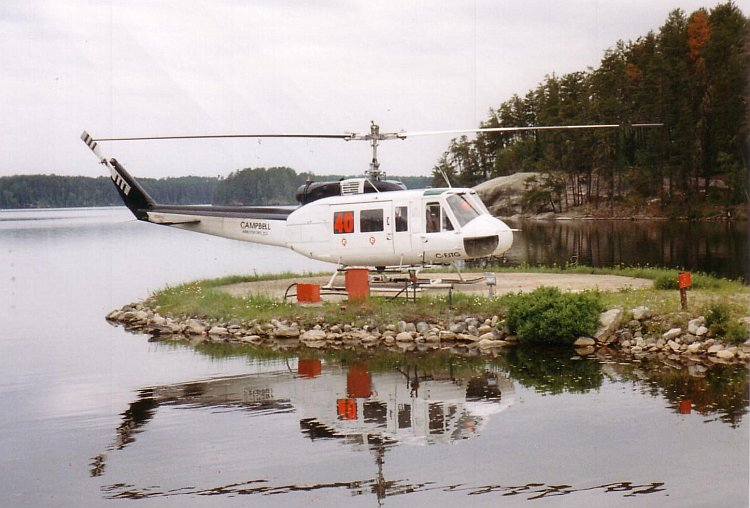
Un Bell 205A-1 de tareas contraincendios con el Ontario Ministry of Natural Resources en Nym Lake, Ontario, 1996.

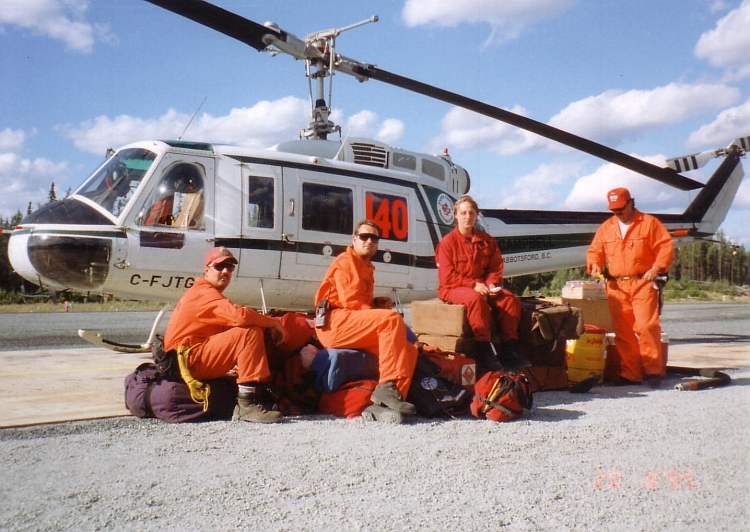
Un Bell 205A-1 con su tripulación de bomberos forestales en espera con el Ontario Ministry of Natural Resources en Sioux Lookout, Ontario, 1995.

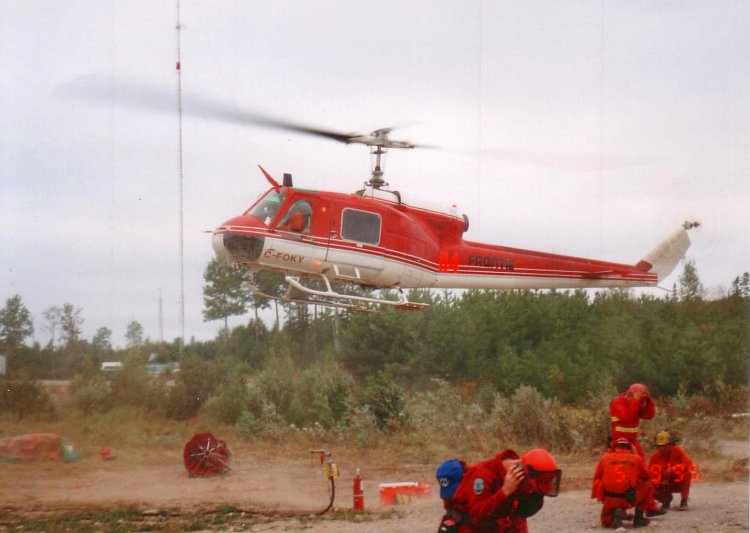
Un Bell 204B (mejorado al modelo "C") llega para recoger su tripulación de bomberos forestales del Ontario Ministry of Natural Resources en Fire 141, 1995.

### Bell 204
Designación comercial de Bell Helicopter del modelo UH-1B.
Bell 204B
Helicóptero de transporte utilitario para uso civil o militar, derivado del UH-1B. Propulsado por un motor turboeje T53-L-11, permite transportar un peso máximo de 8500 libras, capacidad para 10 pasajeros.
Agusta-Bell AB 204
Helicóptero de transporte utilitario para uso civil o militar. Fabricado bajo licencia en Italia por Agusta, propulsados principalmente por turboejes Rolls-Royce Gnome.
Fuji-Bell 204B-2
Helicóptero de transporte utilitario para uso civil o militar. Fabricado bajo licencia de Mitsubishi en Japón por Fuji Heavy Industries. Usado por la Fuerza Terrestre de Autodefensa de Japón con el nombre Hiyodori.

### Bell 205
Designación comercial de Bell Helicopter para el UH-1H.
Bell 205A
Helicóptero de transporte utilitario para uso civil o militar. Propulsado por un motor turboeje T53-11A, que permite transportar un peso máximo de 8500 libras, con capacidad para 14 pasajeros.
Agusta-Bell AB 205
Helicóptero de transporte utilitario para uso civil o militar. Fabricado bajo licencia en Italia por Agusta.
Bell 205A-1
Versión actualizada de helicóptero de transporte utilitario para uso civil o militar, versión inicial basada en el UH-1H. Propulsado por un nuevo modelo de motor T53-13A, que permite transportar un peso máximo de 9500 libras (10 500 libras para cargas externas), con capacidad para 14 pasajeros.
Agusta-Bell 205A-1
Versión modificada del AB 205.
Fuji-Bell 205A-1
Helicóptero de transporte utilitario para uso civil o militar. Fabricado bajo licencia en Japón por Fuji.
Bell 205B
Primera versión de Bell del 210, construida a finales de los años 70; sólo fueron construidos y vendidos 5 aparatos. Tenía el morro del 212, motor repotenciado T53-17, eje propulsor K-Flex, palas del rotor principal y del rotor antipar del 212. Peso máximo de 10 500 libras (11 200 de carga externa), 14 pasajeros.
Bell 210
Designación de Bell Helicopters para un UH-1H refabricado y vendido como un aparato nuevo. Propulsado por un T53-17B, mismas capacidades de peso que el 205B.

### Modelos experimentales
Agusta-Bell 205BG
Prototipo equipado con dos motores turboeje Gnome H 1200.
Agusta-Bell 205TA
Prototipo equipado con dos motores turboeje Turbomeca Astazou.
Bell 208
En 1965, Bell experimentó con un único prototipo Model 208 "Twin Huey" bimotor, que era un UH-1D con un módulo motor Continental XT67-T-1, consistente en dos motores turboeje T72-T-2 propulsando una caja común. Este ejercicio se realizó como un experimento, usando fondos de la compañía.
RH-2
Helicóptero de investigación.

### Actualizaciones
205A++
Mejora de campo del 205A, utilizando un motor T53-17 y un sistema de rotor del 212. Similar a los 205B y 210 de producción.
Advanced 205B
Propuesta versión mejorada japonesa.
Global Eagle
Nombre de Pratt & Whitney Canada para un UH-1H modificado con un nuevo motor PT6C-67D, rotor de cola modificado, y otros cambios menores, con la intención de aumentar el alcance y la eficiencia del consumo del Bell 212.
Huey 800
Versión comercial mejorada, equipada con un motor turboeje LHTEC T800.

### Derivaciones
Bell 211
El HueyTug fue una versión comercial del UH-1C con una transmisión mejorada, rotor principal mayor, puro de cola alargado, fuselaje reforzado, sistema de aumento de estabilidad, y motor turboeje T55-L-7 de 2650 shp (1976 kW).
Bell 212
Designación de la compañía Bell Helicopters para los UH-1N.
Bell 214 Huey Plus
Desarrollo reforzado de la célula del Bell 205 con motor mayor; optimizada para condiciones "calientes y en altura". Más tarde desarrollado en el mayor y bimotor Bell 214ST.
Bell 412
Bell 212 con sistema de rotor semirrígido de cuatro palas.
Panha Shabaviz 2-75
Versión sin licencia construida por Panha en Irán.

## Operadores

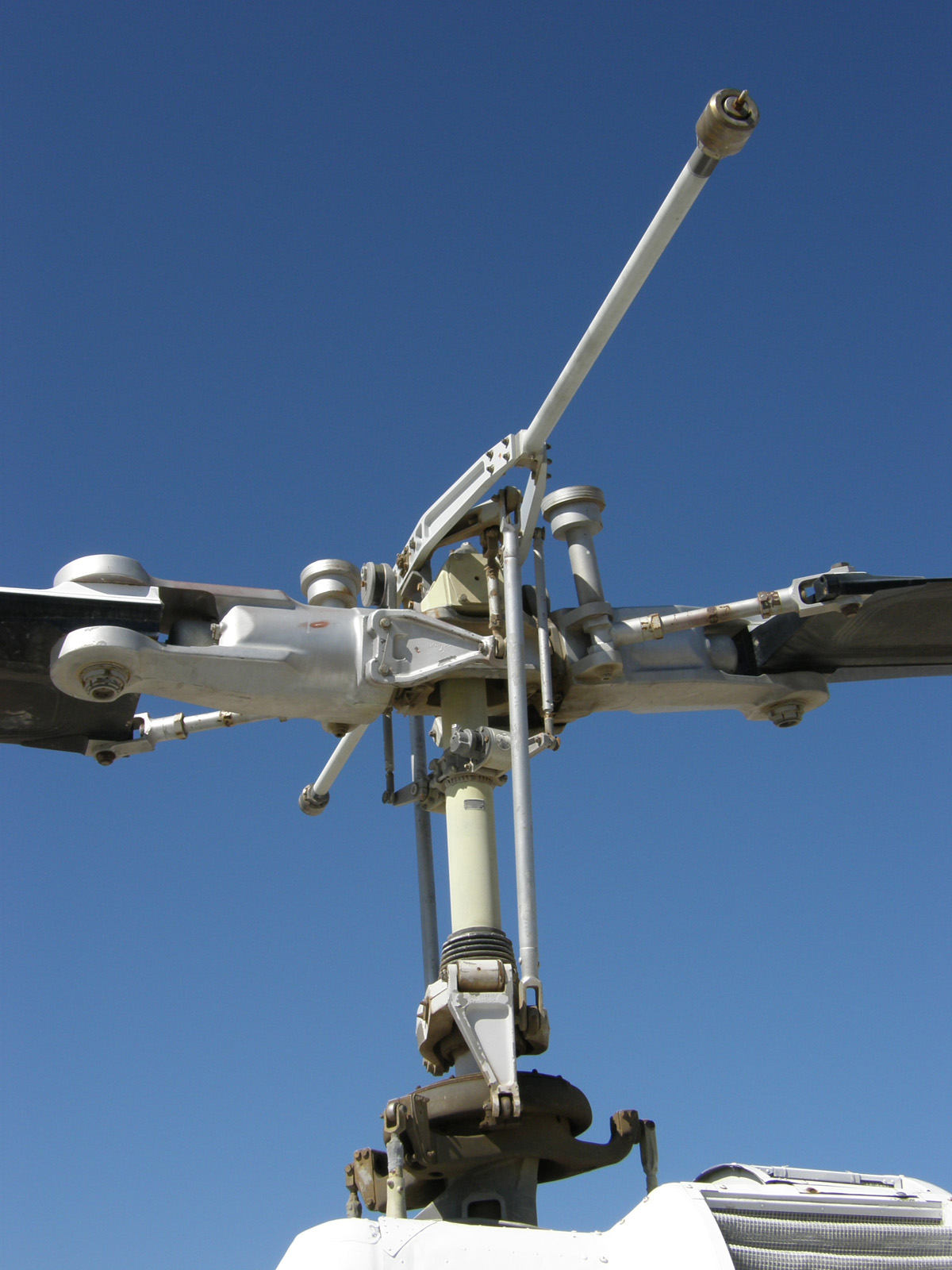
Cabeza del rotor del Bell 204.

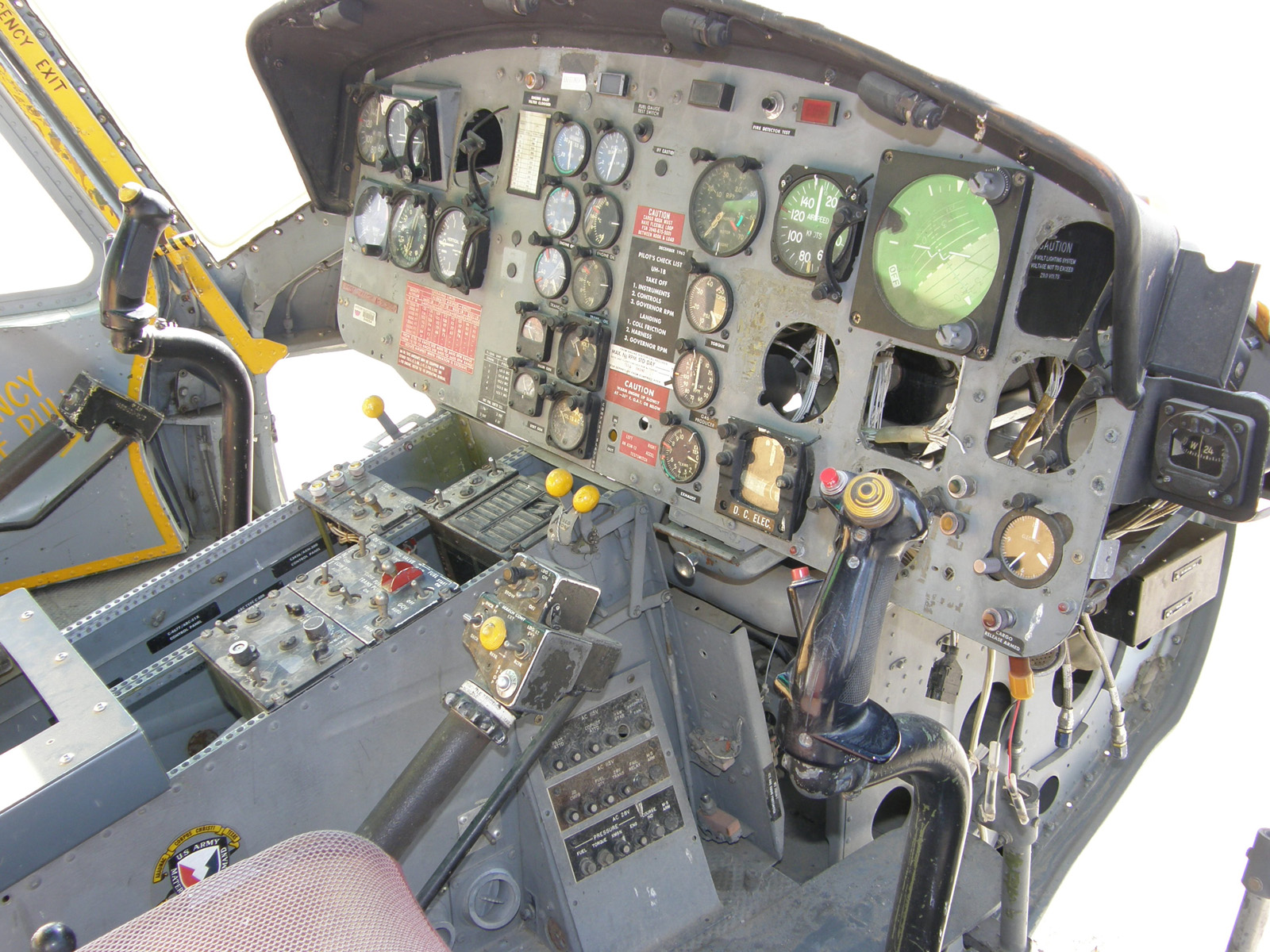
Panel de instrumentos del Bell 204.

### Civiles
Canadá
- Heli-North Aviation

 Colombia
- Helicol Colombia

 El Salvador
- Air Force

 Italia
 Laos
 México
- Helicópteros de Air América registrados anteriormente con el registro XW.

 Nueva Zelanda
- Helipro

 Portugal
- Aeroavia

 Suecia
- Osterman Helicopter AB

 Suiza
- Heliswiss

 Estados Unidos
- Clear Creek Copters
- Helipro Completions
- Rotorcraft Support
- San Joaquín Helicopters
- WorldWind Helicopters

### Gubernamentales
Estados Unidos
- California Department of Forestry
- NASA
- United States Border Patrol

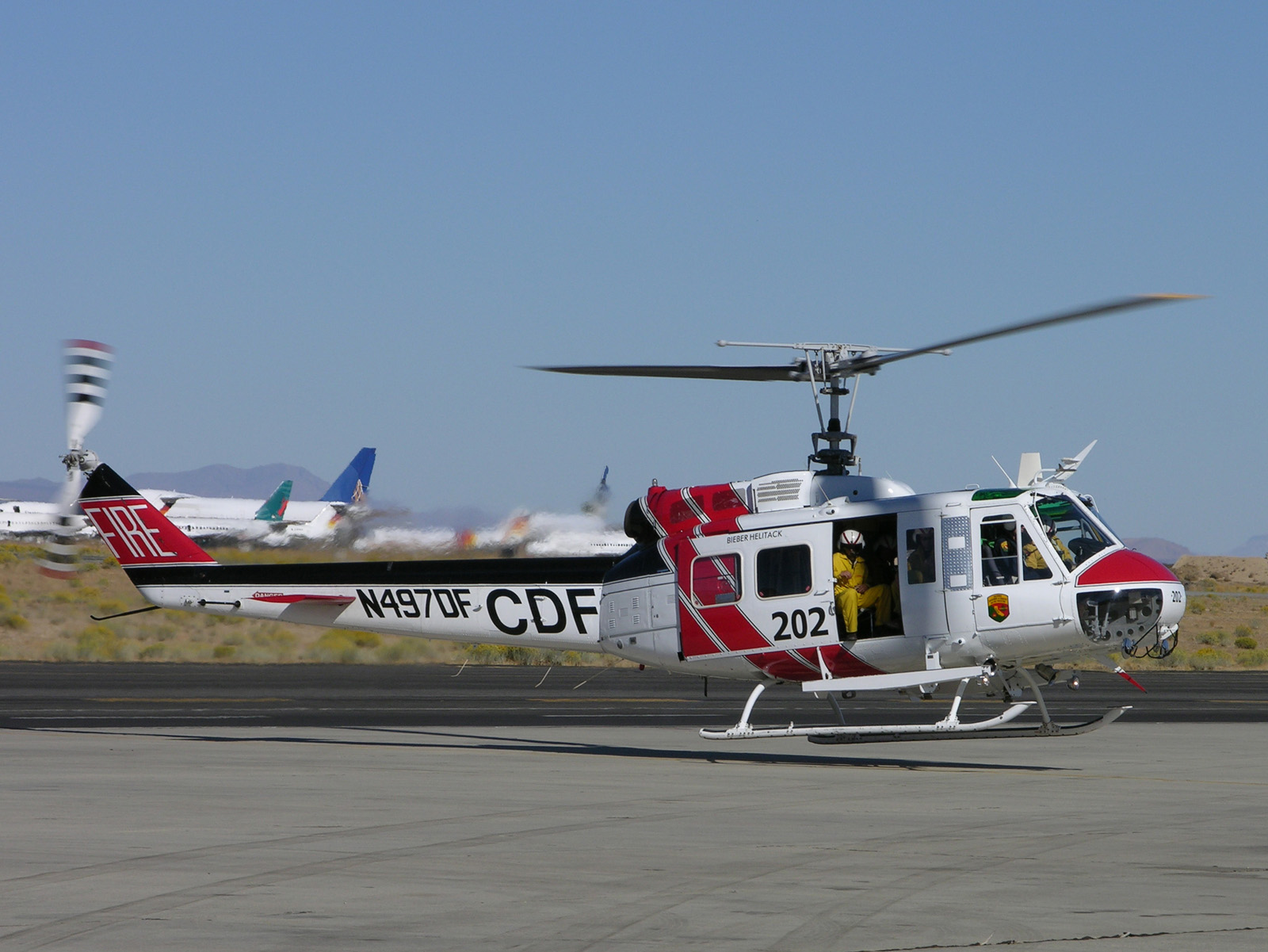
"Super Huey" del California Department of Forestry, anteriormente un EH-1H, asignado a la tripulación de bomberos forestales de Bieber, despega desde el Mojave Airport.

- Washington State Department of Natural Resources

### Contraincendios
Italia
- Vigili Del Fuoco

 Estados Unidos
- Orange County Fire Authority
- Sacramento Metropolitan Fire District
- Kern County Fire Department
- Florida Department of Forestry
- CalFire

### Médicos
Estados Unidos
- Dare County EMS

### Policiales
Brasil
- Policía Federal del Brasil

 Colombia
- Policía Nacional

 Panamá
- Servicio Nacional Aeronaval

 México
- Policía Federal

 Tailandia
- Real Policía Tailandesa

 Estados Unidos
- Patrulla Fronteriza de los Estados Unidos
- Policía Metropolitana de Las Vegas
- Oficina del Sheriff del Condado de Monroe
- Departamento del Sheriff del Condado de San Bernardino
- Oficina del Sheriff del Condado de Seminole
- Departamento del Sheriff del Condado de Ventura

### SAR
Filipinas
- Philippine Air Force 505th Search and Rescue Group

## Especificaciones (204B)

### Características generales
- Tripulación: Uno-dos (pilotos)
- Capacidad: 1360 kg, incluyendo ocho-nueve pasajeros o el equivalente en carga
- Longitud: 12,7 m (41,6 ft)
- Diámetro rotor principal: 14,6 m (48 ft)
- Altura: 4,5 m (14,8 ft)
- Área circular: 168 m² (1808,4 ft²)
- Peso vacío: 2085 kg (4595,3 lb)
- Peso máximo al despegue: 4310 kg (9499,2 lb)
- Planta motriz: 1× turboeje Lycoming T53-L-11A.
  - Potencia: 820 kW (1131 HP; 1115 CV)

### Rendimiento
- Velocidad máxima operativa (Vno): 220 km/h (137 MPH; 119 kt)
- Velocidad crucero (Vc): 205 km/h (127 MPH; 111 kt)
- Alcance: 533 km (288 nmi; 331 mi)
- Techo de vuelo: 5910 m (19 390 ft)
- Régimen de ascenso: 8,9 m/s (1752 ft/min)

## Aeronaves relacionadas

### Desarrollos relacionados
- UH-1 Iroquois
- AH-1 Cobra
- UH-1N Iroquois
- Bell 212
- Bell 214
- Bell 412

### Secuencias de designación
- Secuencia Numérica (interna de Bell): ← 68 - 200 - 201 - 204 - 205 - 206 - 207 - 208 - 210 - 211 - 209 - 212 →
- Secuencia Z._ (Helicópteros del Ejército del Aire español, 1954-1978): ← Z.5 - Z.6 - Z.7/B/A - Z.8 - Z.9 - Z.10/B - Z.11 - Z.12 - Z.13 →
- Secuencia H._ (Helicópteros del Ejército del Aire español, 1978-presente): ← H.2 - H.4 - HE.7/B/A - HU.8 - HS.9 - HD/HU.10/B - HD.11 - HR.12 - HS.13 →